# U21 (Neurenberg)
De metrolijn U21 is een metrolijn in de Duitse stad Neurenberg.
Het is een lijn bedoeld voor ondersteuning voor de metrolijn U2.
De lijn is geopend in 1984 en is 11 kilometer lang. De uitbater is de VAG en de lijn telt 15 metrostations. Deze lijn bedient slechts één richting, namelijk die naar de luchthaven. Het traject is Röthenbach → Ziegelstein.

## Metrostations

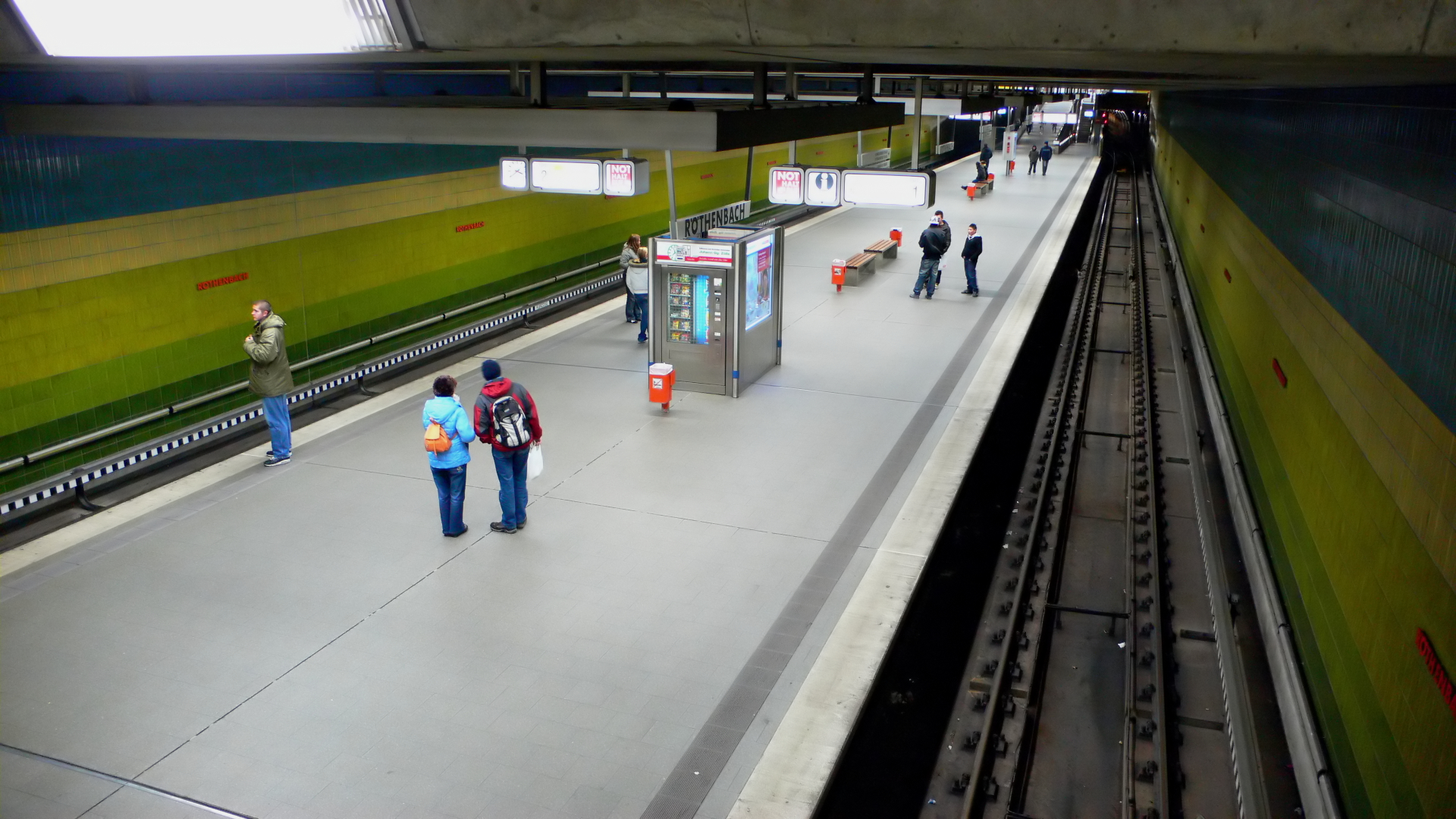
Station Röthenbach

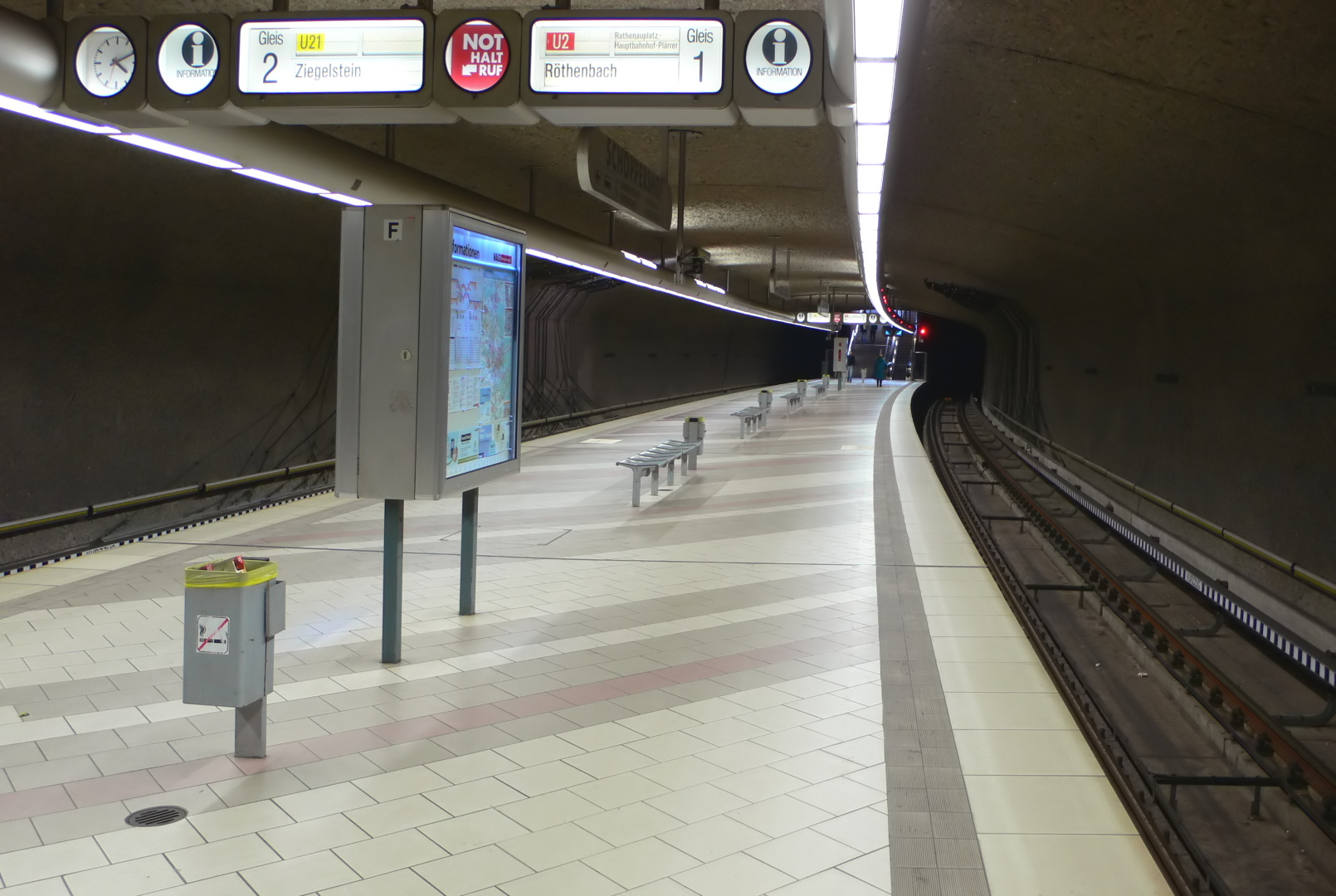
Metrostation Schoppershof

| Stations            | Transfers                         |
| ------------------- | --------------------------------- |
| U21                 |                                   |
| Röthenbach          |                                   |
| Hohe Marter         |                                   |
| Schweinau           |                                   |
| Sankt Leonhard      |                                   |
| Rothenburger Straße | U3 , DB                           |
| Plärrer             | U1 , U11 , U3                     |
| Opernhaus           | U3                                |
| Hauptbahnhof        | U1 , U11 , U3 , S1 , S2 , S3 , DB |
| Wöhrder Wiese       | U3                                |
| Rathenauplatz       | U3                                |
| Rennweg             |                                   |
| Schoppershof        |                                   |
| Nordostbahnhof      | DB                                |
| Herrnhütte          |                                   |
| Ziegelstein         |                                   |

## Openingsdata
- 28 januari 1984: Plärrer ↔ Schweinau
- 27 september 1986: Schweinau ↔ Röthenbach
- 23 september 1988: Plärrer ↔ Hauptbahnhof
- 24 september 1990: Hauptbahnhof ↔ Rathenauplatz
- 29 september 1993: Rathenauplatz ↔ Schoppershof
- 27 januari 1996: Schoppershof ↔ Herrnhütte
- 27 november 1999: Herrnhütte ↔ Ziegelstein